# (3007) Reaves
(3007) Reaves est un astéroïde de la ceinture principale.

## Description
(3007) Reaves est un astéroïde de la ceinture principale. Il fut découvert le 17 octobre 1979 à la station Anderson Mesa par Edward L. G. Bowell. Il présente une orbite caractérisée par un demi-grand axe de 2,37 UA, une excentricité de 0,13 et une inclinaison de 8,3° par rapport à l'écliptique.

## Compléments